# فرودگاه پرپینیان–ریوسالت
 فرودگاه پرپینیان-ریوسالت (به انگلیسی: Perpignan – Rivesaltes Airport) (به زبان بومی: Aéroport de Perpignan - Rivesaltes) یک فرودگاه همگانی با کد یاتا PGF است که یک باند فرود آسفالت دارد و طول باند آن ۱۲۶۵ متر است. این فرودگاه در شهر پرپینان کشور فرانسه قرار دارد و در ارتفاع ۴۴ متری از سطح دریا واقع شده است.